# Chungmu-ro
Chungmu-ro (Tiếng Hàn: 충무로, Hanja: 世宗大路) hay Đường Chungmu là địa danh cho một con đường nhỏ ở Jung-gu, Seoul cắt ngang phía bắc của Namsan ở Seoul từ đông sang tây. Nói chính xác, đó là khu vực từ Bưu điện Trung tâm Seoul đến Trường tiểu học Chungmu ở Seoul, tương ứng với Chungmuro 1-ga và Chungmuro 5-ga phía trên Beopjeong-dong. Đặc biệt, Chungmuro 1-ga và 2-ga nổi tiếng là một phần của khu trung tâm thành phố Myeong-dong.
Từ những năm 1960, Chungmuro đã được biết đến là con phố của văn hóa, nghệ sĩ và ngành công nghiệp điện ảnh. Dansungsa, rạp chiếu phim đầu tiên của Hàn Quốc, được thành lập vào năm 1907, cũng nằm trong khu vực này, sau đó được biết đến với tên tiếng Nhật là Honmachi. Từ năm 1974, Ga Jongno 3-ga đã trở thành ga gần nhất xung quanh. Chungmu-ro được đặt tên theo Chungmugong, tước hiệu của Đô đốc Triều Tiên Yi Sun-shin, có nghĩa là "võ công tước của lòng trung thành." Âm tiết cuối cùng "ro" dùng để chỉ đường trong Tiếng Hàn.

## Lịch sử
Trong thời kỳ cai trị của Nhật Bản tại Hàn Quốc, Chungmuro được gọi là "Honmachi".
Mặc dù nhiều hãng phim đã chuyển từ Chungmuro đến Gangnam-gu hoặc các khu vực khác của Seoul, Chungmuro vẫn là biểu tượng của ngành công nghiệp điện ảnh Hàn Quốc và tiếp tục được sử dụng như một ẩn dụ cho nó.